# Хмеліта (музей-садиба)
«Хмелі́та» — зразок провінційної садиби доби бароко 18 століття в Росії, що розташована у Вяземському районі Смоленської області. Належала родині Грибоєдових, з якої походить видатний поет Російської імперії - Грибоєдов Олександр Сергійович .

## Трохи історії
Назва походить від малої місцевої річки Хмеліта, на берегах котрої ріс хмель. Звідси і назва садиби.
Родина Грибоєдових походить з Польщі. Їх прізвище-Гржибовичі. «Хмеліта» належала родині з 1680 року( село відоме з 1614 року). Назва села і садиби походить від місцевої річки Хмелітки.
Садиба була маєтком діда поета з 1747 року. Федір Олександрович був капітан-поручик лейб-гвардії Преображенського полку. Життя в Петербурзі привчило до споглядань за побутом столичних дворян, до нових європейських звичок, нових споруд в стилі бароко. Мету створити власну садибу за новим проектом і почав здійснювати колишній капітан-поручик в своєму маєтку. Архітектор проекту - невідомий.
Садибні будівлі спочатку були дерев'яними. Дід поета, Федір Олександрович, започаткував перебудову в камені. Ансамбль будівель склався в 1750—1760-ті рр., коли побудували флігель та присадибну Казанську церкву ( вибудована у 1759 – 1767 рр. ), стайні, манеж, службові приміщення. Повної симетрії ансамбль не мав. Це був комплекс натурального господарства з власним кінним заводом, дерев'яним вітряком, винним заводом тощо. 
В кінці 18 століття тут влітку мешкав Олексій Федорович Грибоєдов, дядя майбутнього поета, пан з Москви. Панський дім тоді мав бібліотеку, садибний театр, колекцію картин, хор циган.
Близько 1836 року головні споруди садиби перебудували. Панський палац- будинок перебудували в стилі пізнього ампіру, практично палац з колонним портиком і оголеними стінами втратив всі ознаки бароко. Ймовірно, тоді поруйнували і заокруглені паркові сходи.  Трапезну Казанської церкви збільшили.

## Панський будинок (палац)

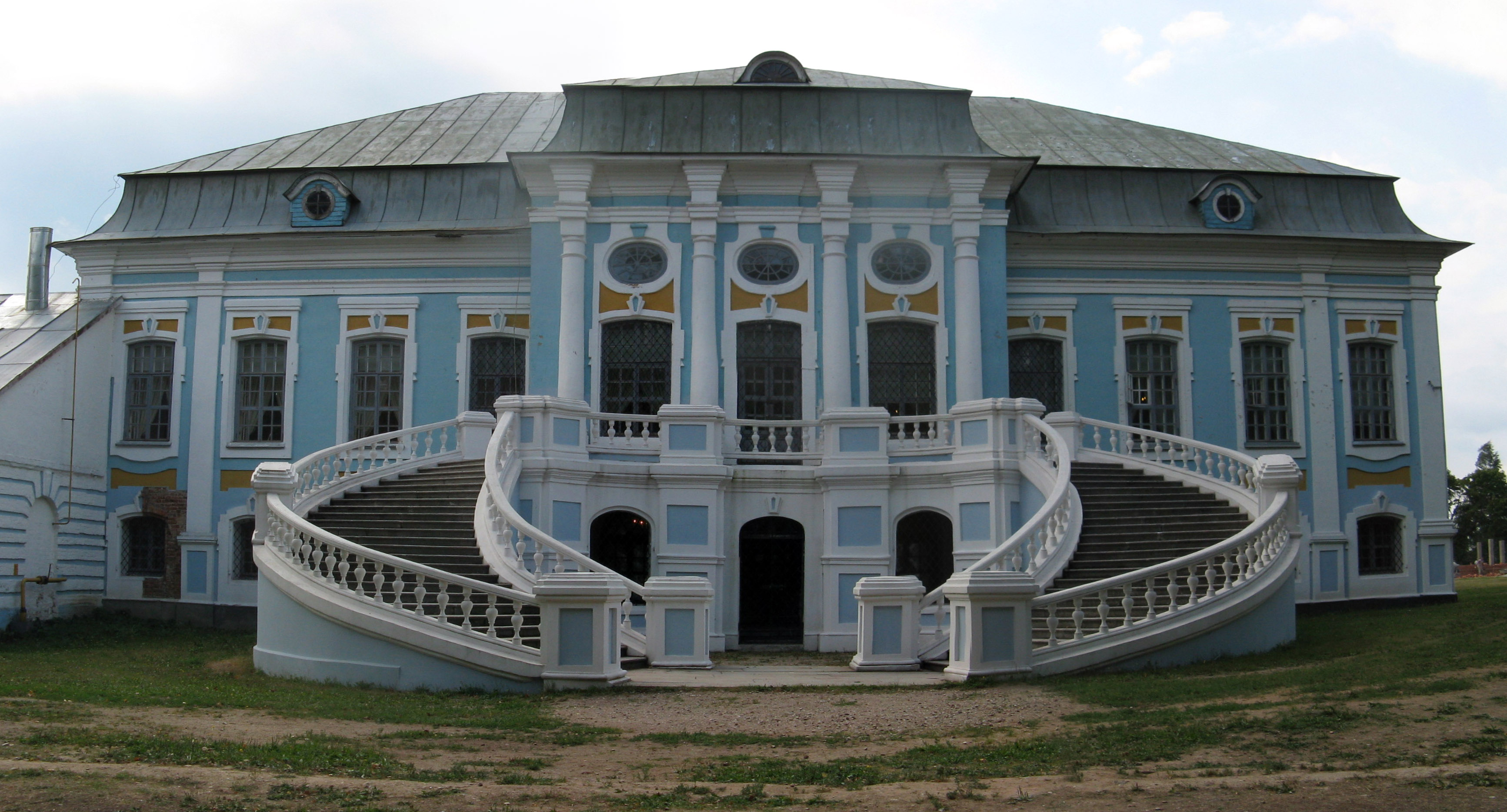
Панський будинок (палац), відновлений садовий фасад.

Панський будинок - цегляний, потинькований, двоповерховий, декор в стилі бароко доби імператриці Єлизавети Петрівни. Розфарбування у два кольори : тло - блакить, деталі - білі. В часи археологічного дослідження земельної ділянки поблизу колишнього садового фасаду виявлені підмурки заокруглених парадних сходів, відомих за іншими проектами тої доби. Було прийняте рішення відтворити наново втрачені сходи на історичних підмурках. Вони стали справжньою родзинкою реставрованого панського будинку - палацу.
Поруйнований у війну і пошкоджений будинок стояв без дахів. Але зберіг первісні розміри і частково - внутрішнє розпланування. Пізні добудови і декор доби класицизму прибрали заради відновлення споруди на 1750-ті роки ( період побудови панського будинку ). 
Справу відновлення, консервації і реставрації садибних споруд після П.Д. Барановського продовжив його послідовник Кулаков Віктор Євгенович.

## Бароковий парк «Хмеліти»

Хмеліта. Бароковий план саду, копія.

Тоді ж розплановано регулярний парк (сад бароко), план якого зберігся. Видовжений чотирикутник парку мав ухил до ставка. На ставку зробили штучний острів з чайною альтанкою. В чотирикутник було вписано хрест, кінцівки якого замикав ромб. В місцях перехрестя алей були утворені колоподібні галявини. Центральна вісь парку проходила і крізь палац , як то за правилами барокових садиб. Різноманітність в досить скромний парк вносили тераси та два штучні пагорби на березі ставка. За описами відомо, що проводили експерименти з деревами саду. Головною породою барокових садів була липа. У парку Хмеліти росли липа, що нагадувала Ліру (музичний інструмент) і навіть фігурна липа «Пірнаюча німфа».
Окрім декоративного парку був і плодовій сад з грушами, яблунями тощо.

## Подальша історія

Палац в Хмеліті, перебудований в 19 ст. до невпізнання. Архівне фото.

Після Грибоєдових маєток дістався родині Волкових. Остання володарка садиби по жіночій лінії була Гейден-Волкова В.П .
В другій половині 19 ст. садиба Хмеліта занепала.  1894 г. Хмелиту придбав граф П. А. Гейден, котрий не тільки відремонтував старовинний палац, але і перевіз в садибу картинну галерею із  130 полотен власного   тестя князя Дондукова-Корсакова. В збірці були картини Гвідо Рені, Рафаэля Менгса, пейзажі Каміля Коро, копії картин італійських художників. Після  Жовтневого перевороту більшовиків картинну галерею націоналізували та вивезли в столицю.
У зв'язку з загрозою їх життю, Гейден-Волкови ємігрували за кордон. Барський палац зробили спочатку Народним домом, потім їдальнею, потім лікарнею. Але пам'ять про родинний маєток Грибоєдових жила в більшовицькій Москві. За наказом  наркома А.В.Луначарського садибні меблі вивезли в Смоленськ і частково в Музей в Москву. Меблі в Смоленську загинуть під час фашистської навали 1941-1945 років. В садибі теж були фашисти. В післявоєнні роки садиба перебувала в руйнівному стані. А за СРСР постраждала від пожежі 1954 р. і стояла пусткою без дахів.

## Рятівник Кулаков Віктор Євгенович
Дослідження перебудованої і напівзруйнованої садиби провів геніальний архітектор-реставратор Барановський Петро Дмитрович , ( котрий врятував після війни і реставрував П'ятницьку церкву 12 століття в місті Чернігів в Україні). З 1960-х років велося дослідження в архівах і на натурі;  з 1980-х рр. тут філія Смоленського архітектурного заповідника. З січня 1994 р. самостійний музей-садиба «Хмеліта».
Зберігся старий план садиби, за яким ведуть археологічні розкопи і реставрацію садибних будівель. Справа збереження чи відновлення з руїн старовинних споруд в провінціях була би неможливою без співчуваючих справі послідовників Петра Барановського. Добра ідея підняла над буденністю життя і діяльність Віктора Кулакова. Надала їй нового напрямку і піднесеності. Знайомство з Барановським змінило життєві плани колишнього автомеханіка одної з автобаз міста Москви . Він дав згоду Петру Барановському попрацювати в колишній садибі тимчасово. 
Попрацював і захопився сам ідеєю відновити одну з найкращих садиб Смолещини. Роботи по відновленню садибного ансамблю розпочали 1968 р. Порад і підтримки старого на той час Барановського було недостатньо. Дорослий Віктор Кулаков влаштувався на заочне відділення Ленинградського державного інституту живопису, скульптури и архитектури імені І. Ю. Рєпіна, так перейменованої за часів СРСР Петербурзької Академії мистецтв. І отримав фах історика мистецтв, тепер він розмовляв з дослідниками і істориками на рівних. 
Садибний ансамбль перебував в руїнах. З чотирьох колишніх флігелів існувало два. Від колишньої оранжереї залишились кутові корпуси в поганому стані і без самої оранжереї. Не було і колишніх стаєнь. Дзвіниця садибної церкви була висаджена в повітря ще фашистськими загарбниками, котрі позбавляли радянських вояків висотних об'єктів, гідних для корегування артилерійських обстрілів. Від панського будинку залишився один поверх і прибудовані частини з колонами доби класицизму. Кількість споруд, що підлягала зміцненню та відновленню, була досить значною. 

Відновити первісне розпланування палацу допомогли археологічні розкопки. Тоді і відкрили підмурки напівциркульних сходинок у парк, які відновили при реставрації. Панському палацу повернули два поверхи і дахи з зломом, характерну деталь палаців доби російського бароко. Історично дахи міняли покривні матеріали декілька разів. Реставратори зупинились на міді, хоча це викликало спротив. Але мова йде не про відновлення історичних матеріалів, а про міцний дах музею-садиби, здатний захистити споруду і в дощ,  і в сніг, і в заметіль. До того ж зелена мідь надала споруді старовинної патини, втраченої колись. Відбудовані наново на історичних підмурках два флігелі та огорожа. Залишили і одну галерею, що пов'язувала панський будинок із панським флігелем. Другої не існувало історично. Це порушувало симетрію розпланування, але весло у ансамбль дихання реального життя, не підкореного регулярності і симетрії. Будівникі відновили і підірвану дзвіницю, що повернуло силуету ансамблю висотну споруду. 
В відновлену Хмелиту Віктор Кулаков перебрався на постійне житло в вересні 1988 року . Він же став і першим директором новоствореного музею, а згодом і музею-заповідника. В музеї-садибі працюють і його син та донька.
Декор залів палацу створено наново, вони музеєфіковані, використовуються для демонстрації панського побуту 18-19 ст. (історичні меблі доби, живопис, гіпсові виливки погрудь французького скульптора кінця 18 століття Жана Антуана Гудона). Верхній майданчик і заокруглені сходи використовувались як сцена під час вистав о літню пору, коли в садибу на свята прибували актори зі Смоленська чи Петербурга.